# Фур (Изер)
Фур (фр. Four) насеље је и општина у источној Француској у региону Рона-Алпи, у департману Изер која припада префектури Ла Тур ди Пен.
По подацима из 2011. године у општини је живело 1187 становника, а густина насељености је износила 100,42 становника/km². Општина се простире на површини од 11,82 km². Налази се на средњој надморској висини од 330 метара (максималној 529 m, а минималној 270 m).

## Демографија
| 1962. | 1968. | 1975. | 1982. | 1990. | 1999. | 2011. |
| ----- | ----- | ----- | ----- | ----- | ----- | ----- |
| 518   | 565   | 556   | 655   | 733   | 912   | 1.187 |

График промене броја становника у току последњих година